# Rue du 19-Mars-1962 (région Midi-Pyrénées)
 (février 2025).
Il existe, dans les huit départements français de la région Midi-Pyrénées, de nombreux odonymes Rue du 19-Mars-1962, sous diverses graphies, en référence à un événement contemporain majeur survenu à cette date :  le cessez-le-feu du 19 mars 1962, qui marqua la fin de la guerre d'Algérie, au lendemain de la signature des accords d'Évian.
Voir aussi les noms de rues contenant cette même date, sans millésime, dans les pages 19-Mars (odonyme) et Dix-Neuf-Mars (odonyme).

## Liste des communes de la région Midi-Pyrénées possédant unerue du 19-Mars-1962
| « Rue (du) 19-Mars-1962 », en France [15/23] | « Rue (du) 19-Mars-1962 », en France [15/23] | « Rue (du) 19-Mars-1962 », en France [15/23] | « Rue (du) 19-Mars-1962 », en France [15/23] | « Rue (du) 19-Mars-1962 », en France [15/23]                                                      | « Rue (du) 19-Mars-1962 », en France [15/23] |
| Région : Midi-Pyrénées—8 départements—Plus de 106 odonymes dans les 3020 communes de cette région                                                                                                | Région : Midi-Pyrénées—8 départements—Plus de 106 odonymes dans les 3020 communes de cette région                                                                         | Région : Midi-Pyrénées—8 départements—Plus de 106 odonymes dans les 3020 communes de cette région | Région : Midi-Pyrénées—8 départements—Plus de 106 odonymes dans les 3020 communes de cette région                                                       | Région : Midi-Pyrénées—8 départements—Plus de 106 odonymes dans les 3020 communes de cette région | Région : Midi-Pyrénées—8 départements—Plus de 106 odonymes dans les 3020 communes de cette région                                                     |
| 09 - Ariège 12 sur 332 communes | 12 - Aveyron 10 sur 304 communes | 31 - Haute-Garonne 45 sur 589 communes | 32 - Gers 10 sur 463 communes | 46 - Lot 4 sur 340 communes                                                                       | 65 - Hautes-Pyrénées 10 sur 474 communes |
| --- | --- | --- | --- | ------------------------------------------------------------------------------------------------- | --- |
| 1. Auzat 2. Laroque-d'Olmes 3. Mazères 4. Mercus-Garrabet 5. Mirepoix 6. Pamiers 7. Le Peyrat 8. Saint-Girons 9. Saint-Jean-du-Falga 10. Saint-Paul-de-Jarrat 11. La Tour-du-Crieu 12. Verniolle | 1. Aubin 2. Bozouls 3. Capdenac-Gare 4. Lédergues 5. Millau 6. Recoules-Prévinquières 7. Rieupeyroux 8. Saint-Affrique 9. Sévérac-le-Château 10. Villefranche-de-Rouergue | 1. Aignes 2. Aussonne 3. Bazus 4. Beauzelle 5. Blagnac 6. Blajan 7. Bouloc 8. Boulogne-sur-Gesse 9. Brax 10. Bruguières 11. Calmont 12. Carbonne 13. Castanet-Tolosan 14. Cazères 15. Cépet 16. Le Fauga 17. Fenouillet 18. Fronton 19. Grenade 20. Labastide-Saint-Sernin 21. Lagarde 22. Lanta 23. Launaguet 24. Léguevin 25. Merville 26. Miremont 27. Montberon 28. Muret 29. Pechbonnieu 30. Pibrac 31. Pinsaguel 32. Pins-Justaret 33. Plaisance-du-Touch 34. Rieumes 35. Roques 36. Roquettes 37. Saint-Geniès-Bellevue 38. Saint-Jean 39. Saint-Jory 40. Saint-Julia 41. Saint-Lys 42. Sainte-Foy-d'Aigrefeuille 43. Seysses 44. Tournefeuille 45. Vacquiers | 1. Auch 2. Castelnau-d'Auzan 3. L'Isle-Jourdain 4. Lombez 5. Miradoux 6. Montestruc-sur-Gers 7. Plaisance 8. Preignan 9. Solomiac 10. Valence-sur-Baïse | 1. Biars-sur-Cère 2. Cahors 3. Figeac 4. Saint-Céré                                               | 1. Bagnères-de-Bigorre 2. Barbazan-Debat 3. Bordères-sur-l'Échez 4. Laloubère 5. Montgaillard 6. Sarrancolin 7. Séméac 8. Soues 9. Tarbes 10. Tournay |
| 81 - Tarn 9 sur 323 communes | 82 - Tarn-et-Garonne 7 sur 195 communes | | |                                                                                                   | |
| 1. Brens 2. Cadalen 3. Gaillac 4. Graulhet 5. Lisle-sur-Tarn 6. Montredon-Labessonnié 7. Rabastens 8. Roquecourbe 9. Castres                                                                     | 1. Castelsarrasin 2. Cazes-Mondenard 3. Mirabel 4. Montauban 5. Montbeton 6. Montpezat-de-Quercy 7. Valence                                                               | | |                                                                                                   | |

## Sources principales
Géolocalisées
- maps.google.fr Google Maps
- www.geoportail.gouv.fr Géoportail
- www.openstreetmap.org OpenStreetMap
- www.viamichelin.fr ViaMichelin

Non géolocalisées
- www.rue-ville.info Rues de la ville